# Kupljensko
Kupljensko – wieś w Chorwacji, w żupanii karlowackiej, w gminie Vojnić. W 2011 roku liczyła 317 mieszkańców.